# يوهانا شوت
يوهانا شوت (بالهولندية: Johanna Schut) أو آنس شوت (بالهولندية: Ans Schut) هي رياضية أولمبية هولندية في مجال التزلج السريع. ولدت في 26 نوفمبر 1944.